# Щербинский лифтостроительный завод
АО «Щербинский лифтостроительный завод» — крупнейший в России разработчик и производитель лифтового оборудования (грузовые и пассажирские лифты, монтаж и обслуживание), действующий с 1943 года. Представляет собой производственный комплекс, включающий в себя: 9 производственных цехов, конструкторское бюро, подразделение обслуживания и монтажа, склад запасных частей и компонентов, логистический центр 24/7, более 1500 сотрудников. Занимает около 25 % рынка лифтового оборудования в России. Штаб-квартира расположена в Москве, в городском округе Щербинка. Входит в Группу ДОМ.РФ.

## История
Предприятие было создано в апреле 1943 года как Московский электромеханический завод № 9 для обеспечения Красной Армии горючим, организовано военное производство. К концу года на заводе функционировали механо-штамповочный и электросборочный цеха. На заводе в то время работало более 200 человек. В 1944 году появились новые цеха — электрических установок, гальванический, моторный и другие, увеличилось число сотрудников. Завод начал выпускать кабели, универсальные шиногибы, трубогибы, осветительные щитки, силовые сборки, штепсельные вилки. Кроме того, на заводе начали ремонтировать электродвигатели и сварочные агрегаты.
Первый грузовой лифт завод изготовил в годы войны. Начиная с 1954 года в цехах Московского электромеханического завода № 9 было освоено серийное производство первых отечественных грузовых лифтов. С 1956 года стали производить пассажирские лифты. В связи с программой массового жилищного строительства в 1960-е годы в СССР, в 1956 году завод был переименован в «Московский лифтостроительный завод».
Начиная с 1957 года завод стал поставлять лифты на экспорт. Первую партию направили в Индию, на Бхилайский металлургический комбинат. К этому времени производственная мощность завода уже составляла 800 лифтов в год.
В 1950-60-е годы предприятие по спецзаказу изготавливало оборудование для знаменитых архитектурных сооружений СССР. Для строящегося Кремлёвского дворца съездов поставлялись лифты с купе из нержавеющей стали, а для бетонирования фундамента Останкинской башни на заводе был создан специальный наклонный подъемник. В 1955 году состоялся переезд завода в Щербинку.
В 1963 году завод преобразован в «Московский опытно-экспериментальный лифтостроительный завод».
В 1974 году была проведена реконструкция производства, завод перешёл на выпуск пассажирских лифтов. Спроектирована и построена испытательная башня с уникальными для своего времени возможностями.
В 1985 году завод переименован в «Щербинский лифтостроительный завод» (ЩЛЗ).
В 1992 году завод был приватизирован и получил статус Открытого акционерного общества (ОАО «Щербинский лифтостроительный завод»).
В 2008 году завод вышел на уровень производства 11 тысяч лифтов в год.
В 2013 году, в год своего 70-летия, предприятие приступило к обновлению модельного ряда лифтов.
В 2019 году стартовала поэтапная трансформация и модернизация производства завода под руководством Группы ДОМ.РФ и при поддержке Минпромторга России. В мае 2019 года предприятие получило статус промышленного комплекса г. Москвы.
В 2020 году объем лифтового производства предприятия с момента открытия превысил цифру в 220 000 единиц лифтового оборудования. В период пандемии завод продолжал реализовывать продукцию для медицинских учреждений страны, а также для быстровозводимых инфекционных госпиталей по заказу Главного военно-строительного управления по специальным объектам. Проведен ребрендинг завода. Запущена в производство новая линейка лифтов, где применены инновационные технические решения и использованы современные отделочные материалы, сертифицированные по европейским стандартам.
Предприятие является градообразующим для города Щербинка, а его продукция удостоена Государственного Знака качества.

## Собственники
До 2016 года входила в Группу компаний СУ-155.
В ноябре 2018 года группа компаний «Спутник-А» приобрела блокирующий пакет голосующих акций у менеджмента компании. Точная доля акций не раскрывалась.
В апреле 2019 года в СМИ появилась информация, что завод находится под контролем госкорпорации «ВЭБ.РФ». При этом 21,4 % предприятия принадлежит ПАО «Карачаровский механический завод».
В 2019 году АО «ЩЛЗ» вошло в периметр Группы ДОМ.РФ.

## Деятельность
За все годы работы завод выпустил более 220 тыс. лифтов, которые смонтированы на жилищных, производственных, медицинских и специальных строительных объектах.
Продукция ЩЛЗ эксплуатируется на всей территории России, а также в Болгарии, Венгрии, Польше, Словакии, Бирме, Индии, Китае, Монголии, Ираке, Сирии и на Кубе.
В России продукция АО «ЩЛЗ» составляет около 25 % от общего количества установленных лифтов. На заводе работают более 1500 квалифицированных специалистов. Площадь предприятия превышает 80 тысяч метров. Логистический центр ЩЛЗ работает в круглосуточном режиме семь дней в неделю.
В 2018 году на предприятии выпущено 10 762 единиц лифтов и лифтового оборудования. Доля лифтов производства «Щербинского лифтового завода» от общего количества лифтов, введённых в эксплуатацию в России в 2018 году, составила 20,68 %.
По состоянию на 2020 год производственная мощность составляет более 12 000 единиц оборудования в год.
В марте 2025 года завод нарастил производство продукции и преодолел отметку в 250 000 выпущенных лифтов. За 2024 год ЩЛЗ произвёл порядка 7 200 тысяч лифтов — это стало наилучшим показателем среди российских производителей лифтового оборудования.

## Продукция
Щербинский лифтостроительный завод производит:
- Пассажирские лифты. В 2022 году началось серийное производство лифтов со скоростью до 2,5 метра в секунду для высотных зданий. В 2024-м началась разработка новых моделей со скоростью 4 м/с[16][17].
- Лифты без машинного помещения[18].
- Больничные лифты[19].
- Грузовые и малые грузовые лифты[19].
- Панорамные лифты[20].
- Подъёмники для маломобильных граждан[20].

Завод также производит комплектующие к лифтам (кабины, двери, электрические элементы, объекты, устанавливаемые в шахтах). Планируется выпуск лебёдок и станций управления лифтами.